# Richard Edson
Richard Edson (New Rochelle, 1 de janeiro de 1954) é um ator e músico estadunidense.

## Biografia
Entre 1981 e 1982, foi o baterista do grupo Sonic Youth, e também tocava na novaiorquina banda Konk. Após o lançamento do primeiro EP da Sonic Youth, Edson dedicou-se integralmente à Konk. Em 1984, participou da gravação de álbum da banda de San Francisco, The Offs, tocando trumpete.
Após encerrar sua carreira musical, atuou em mais de 35 filmes. Seus mais notáveis papéis incluem a atuação como o garagista nada confiável de Ferris Bueller's Day Off (Curtindo a Vida Adoidado), de 1986; Edie, no filme cult de Jim Jarmusch Stranger Than Paradise (1984) e o personagem baseado no jogador Billy Maharg em Eight Men Out.
Além desses filmes, fez aparições em Good Morning, Vietnam (1987), Platoon (1986), Dirty Dancing (1987), and Do the Right Thing (1989), dentre outros, e também em séries da televisão, como The Adventures of Pete & Pete.